# Gallipoli (by)
 For alternative betydninger, se Gallipoli. (Se også artikler, som begynder med Gallipoli)
Gallipoli er en havneby i det nordvestlige Tyrkiet, som kaldes Gelibolu i moderne tyrkisk. Byen, der har omkring 44.809(2018) indbyggere, ligger i den europæiske del af Tyrkiet ved indsejlingen til Marmarahavet. Navnet stammer fra det græske Kallipolis, som betyder Smuk by. Byen er beliggende på halvøen af samme navn (Gelibolo Yarimadasi).
- Wikimedia Commons har flere filer relateret til Gallipoli (by)

 Der er for få eller ingen kildehenvisninger i denne artikel, hvilket er et problem. Du kan hjælpe ved at angive troværdige kilder til de påstande, som fremføres i artiklen.